# Benetton B199
A Benetton B199 egy Formula–1-es versenyautó, amellyel a Benetton csapat az 1999-es Formula–1 világbajnokságban indult. Pilótái Giancarlo Fisichella és Alexander Wurz voltak, a tesztpilóta pedig Laurent Redon.

## Áttekintés
Hivatalosan 1999 januárjában mutatták be, a Benetton cég vezérigazgatójának, Rocco Benettonnak a jelenlétében. Ez volt a csapat második autója, melynek a tervezésében Nick Wirth is közreműködött. A Benettonnak ekkor készült el az új szélcsatornája, új, innovatív alkatrészeket gyártottak (mint például az első tengelyen egy új nyomatékátvivő rendszer és egy dupla kuplungos váltó). Ahogy az előző években is, úgy továbbra is a Mild Seven cigarettamárka volt a csapat főszponzora, ezért az autók világoskék színben pompáztak. A francia, a brit és a belga nagydíjakon, ahol a dohányreklámok be voltak tiltva, a Mild Seven feliratot Benettonnal helyettesítették A B199-es motorját a Supertec gyártotta (Flavio Briatore cége), ezek gyakorlatilag megegyeztek az 1997-es Renault RS9-es motorokkal, csak átcímkézésre kerültek a Playlife ruhamárka nevére.
A várakozásokkal ellentétben ez az idény nem sikerült jól. Ausztráliában a hetedik és a tizedik helyre kvalifikáltak, mintegy két másodperccel voltak lassabbak, mint a pole pozíciós Mika Hakkinen. Fisichella feljött a negyedik helyig a versenyben, Wurznak viszont fel kellett azt adnia a felfüggesztés meghibásodása miatt. Brazíliában nem szereztek pontot, Imolában viszont Fisichella igen. Az első kettős pontszerzésre Monacóig kellett várni. Legjobb eredményüket Kanadában érték el, ahol Fisichella második lett.
A szezon második felében a legtöbb futamról kiestek vezetői és technikai hibák miatt. Wurz osztrák nagydíjon elért ötödik helyezése volt a szezonban az utolsó pontszerzésük. Az idényt a konstruktőri hatodik helyen zárták, ami debütálásuk óta a legrosszabb eredményük volt.

## Eredmények
(félkövér jelöli a pole pozíciót; dőlt betű a leggyorsabb kört)
| Év   | Csapat                       | Motor         | Gumik | Pilóták              | 1   | 2   | 3   | 4   | 5   | 6   | 7   | 8   | 9   | 10  | 11  | 12  | 13  | 14  | 15  | 16  | Pontok | Helyezés |
| ---- | ---------------------------- | ------------- | ----- | -------------------- | --- | --- | --- | --- | --- | --- | --- | --- | --- | --- | --- | --- | --- | --- | --- | --- | ------ | -------- |
| 1999 | Mild Seven Benetton Playlife | Playlife FB01 | B     |                      | AUS | BRA | SMR | MON | ESP | CAN | FRA | GBR | AUT | GER | HUN | BEL | ITA | EUR | MAL | JPN | 16     | 6.       |
| 1999 | Mild Seven Benetton Playlife | Playlife FB01 | B     | Giancarlo Fisichella | 4   | KI  | 5   | 5   | 9   | 2   | KI  | 7   | 12† | KI  | KI  | 11  | KI  | KI  | 11  | 14† | 16     | 6.       |
| 1999 | Mild Seven Benetton Playlife | Playlife FB01 | B     | Alexander Wurz       | KI  | 7   | KI  | 6   | 10  | KI  | KI  | 10  | 5   | 7   | 7   | 14  | KI  | KI  | 8   | 10  | 16     | 6.       |

† - nem fejezte be a versenyt, de rangsorolták, mert teljesítette a versenytáv 90 százalékát

## Fordítás
- Ez a szócikk részben vagy egészben  a   Benetton B199 című angol Wikipédia-szócikk ezen változatának fordításán alapul.  Az eredeti cikk szerkesztőit annak laptörténete sorolja fel. Ez a jelzés csupán a megfogalmazás eredetét és a szerzői jogokat jelzi, nem szolgál a cikkben szereplő információk forrásmegjelöléseként.